# Suore di carità di San Carlo Borromeo (Maastricht)
Le Suore di Carità di San Carlo Borromeo (in neerlandese Liefdezusters van de Heilige Carolus Borromeus; sigla C.B.) sono un istituto religioso femminile di diritto pontificio.

## Storia

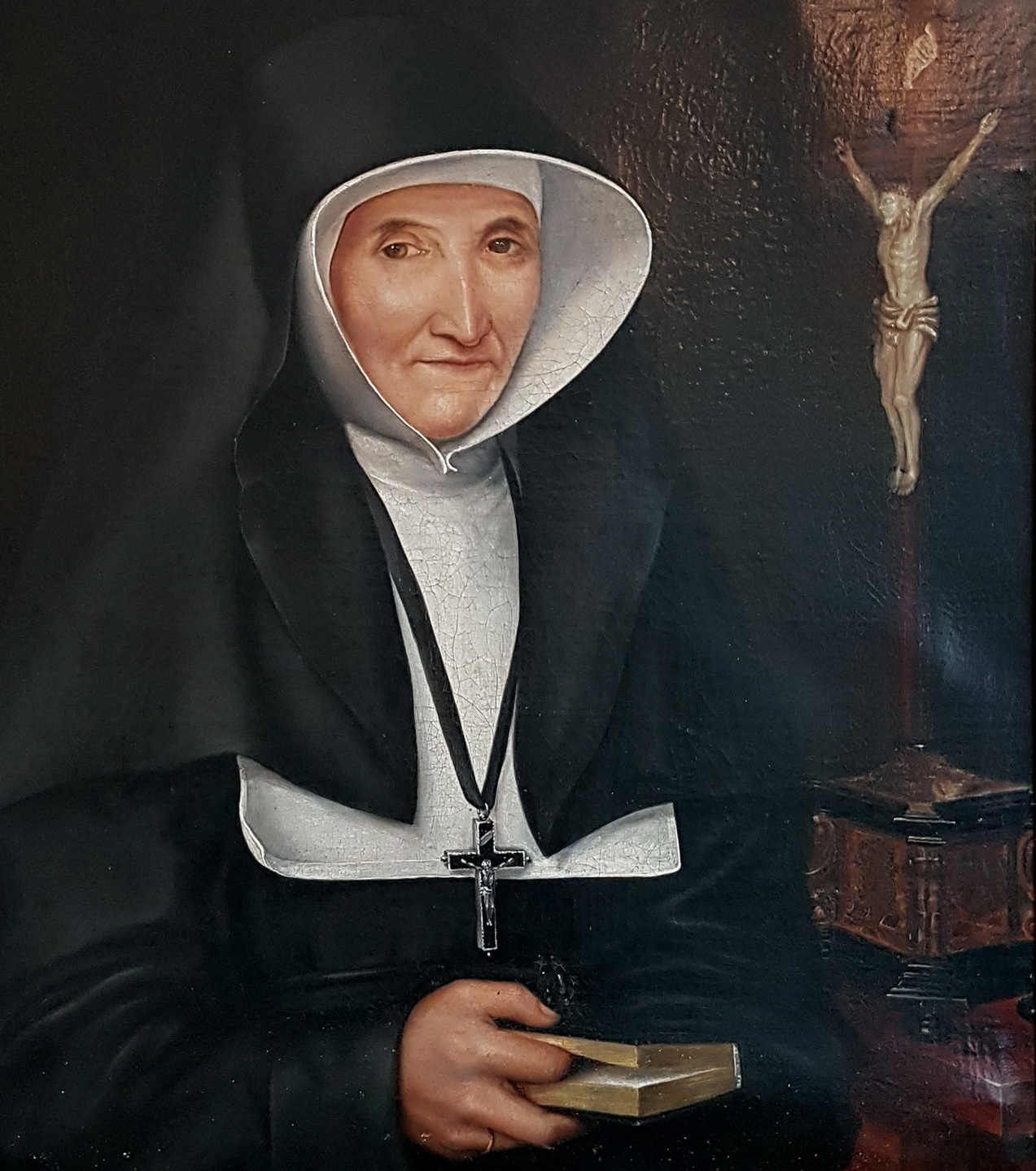
Maria Elisabeth Gruyters, fondatrice dell'istituto

La congregazione fu fondata a Maastricht il 29 aprile 1837 da Maria Elisabeth Gruyters insieme con il sacerdote Paulus Antonius van Baer.
L'istituto e i suoi statuti, elaborati da van Baer, furono approvati dal vescovo di Roermond il 14 dicembre 1856: in seguito le suore, la cui attività era allora limitata a Maastricht, si diffusero anche in altre diocesi olandesi.
La congregazione ricevette il pontificio decreto di lode nel 1908 e le sue costituzioni ottennero l'approvazione definitiva il 15 dicembre 1930.

## Attività e diffusione
Le suore si dedicano alle all'educazione della gioventù, alla cura di anziani e infermi, alle opere sociali.
Oltre che nei Paesi Bassi, sono presenti in Belgio, Brasile, Filippine, Indonesia, Kenya, Norvegia, Stati Uniti d'America, Tanzania e Timor Est; la sede generalizia è a Maastricht.
Alla fine del 2015 l'istituto contava 603 religiose in 77 case.